# 尾野貴之
尾野 貴之（おの たかゆき、1983年2月11日- ）は、北海道苫小牧市出身の元プロアイスホッケー選手。ポジションはディフェンスマン。

## 経歴
東海大学卒業後、2005-2006シーズンから日光神戸アイスバックス(現：H.C.栃木日光アイスバックス)に入団し、4シーズンプレー。

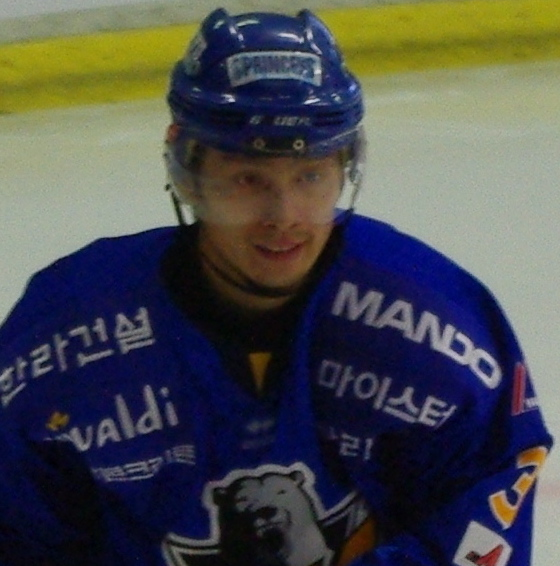
安養ハルラでの現役時代

その後、2009年4月に韓国のチームである安養ハルラ(現：HLアニャン)と2年契約を結んだ。同チームでプレーする日本人選手としては瀬高哲雄、佐藤正和。に続いて3人目、ディフェンスマンとしては初めての選手となった。
2011-2012シーズンからH.C.栃木日光アイスバックスへの復帰が決まった。4シーズンプレーした後、2015年5月に自身のFacebookで引退を発表。
2018年12月、レッドブル・クラッシュドアイス横浜2018に参加した。結果は101位（54.000ポイント獲得）であった。